# 悪夢の破片
『悪夢の破片』（あくむのかけら 原題:Shattered Image）は、アメリカ合衆国の映画。

## キャスト
※括弧内は日本語吹替（VHS版）
- ジェシー・マーカム - アンヌ・パリロー（深見梨加）
- ブライアン - ウィリアム・ボールドウィン（鈴置洋孝）
- ポーラ/ローラ - リザンヌ・ファルク（小金沢篤子）